# Miha Plot
Miha Plot (Novo mesto, 11 maggio 1987) è un pallavolista sloveno.
Gioca nel ruolo di libero nell'Odbojkarski Klub ACH Volley.

## Carriera
La carriera di Miha Plot inizia in patria, nel campionato sloveno, dove disputa due campionati con l'Odbojkarski Klub Olimpija di Lubiana, prima di trasferirsi al Moški Odbojkarski Klub Krka Novo mesto, dove rimane per cinque anni. Nel 2007 entra a far parte della selezione juniores slovena, mentre dal 2008 viene convocato stabilmente nella nazionale maggiore.
Nella stagione 2010-11 approda nel massimo campionato belga, dove gioca per tre anni nell'Asse-Lennik, con cui perde per due volte consecutive la finale scudetto contro il Maaseik, risultato che gli consente comunque di prendere parte alle coppe europee, fra cui anche la Champions League. Con la sua nazionale ottiene la medaglia di bronzo alla European League del 2011 e partecipa al campionato europeo 2013.
All'inizio della stagione 2013-14 viene chiamato dalla società italiana Callipo Sport di Vibo Valentia, che lo tessera per le prime tre partite, in sostituzione del libero titolare Alessandro Farina, utilizzabile solo dalla quarta giornata. In seguito l'allenatore Gianlorenzo Blengini decide di mantenerlo in rosa, utilizzandolo sia nel suo ruolo, sia in quello di schiacciatore.
Dall'annata 2014-15 torna a giocare in Slovenia all'Odbojkarski Klub ACH Volley; con la nazionale vince la medaglia d'argento al campionato europeo 2015.

## Palmarès

### Nazionale (competizioni minori)
- European League 2011